# Kiril Milanov
Kiril Milanov (Sófia, 17 de setembro de 1948 - 25 de janeiro de 2011) foi um futebolista búlgaro, ele atuava como atacante.

## Carreira
Kiril Milanov fez parte do elenco da Seleção Búlgara de Futebol da Copa do Mundo de 1974. 